# Chiquita Brands International

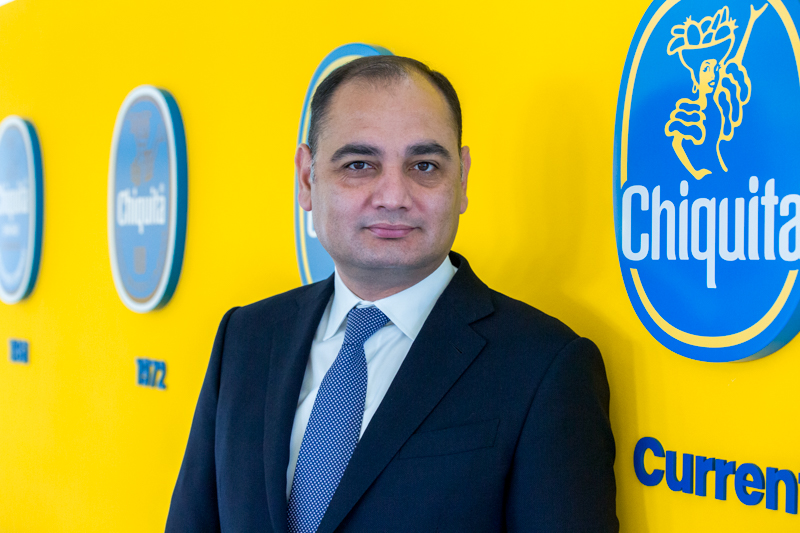
Carlos López Flores, président de Chiquita

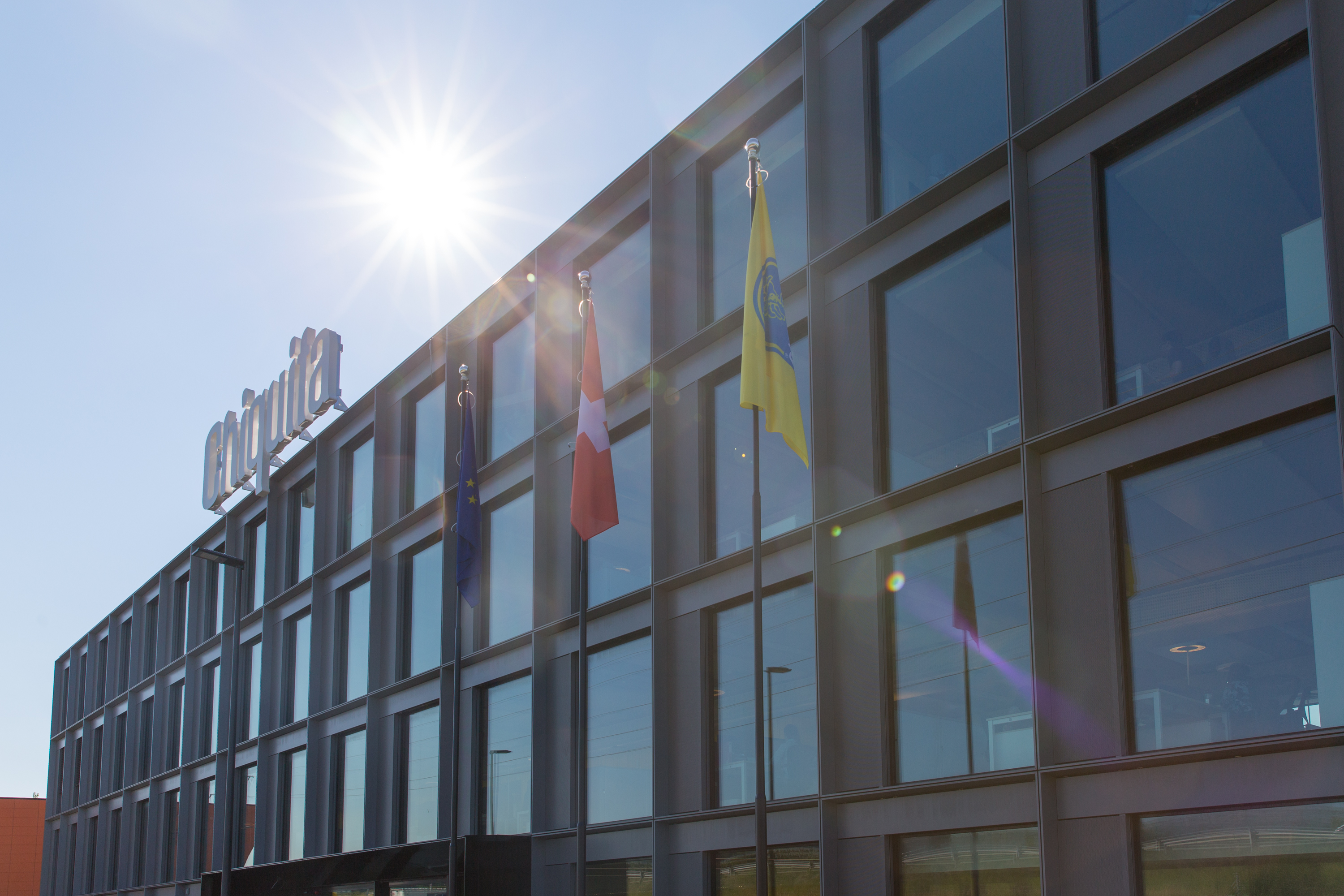
Nouveau siège international de Chiquita à Etoy, Suisse

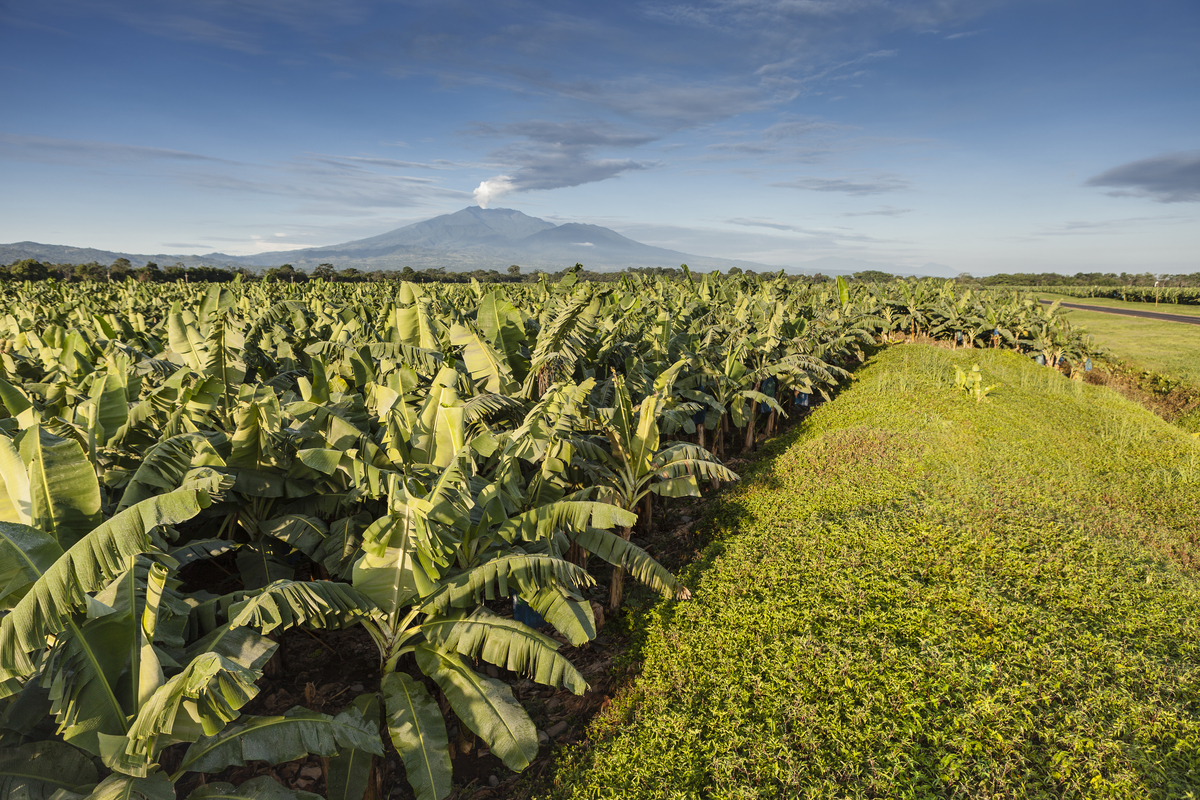
Plantation de bananes Chiquita au Costa Rica. En arrière-plan, le volcan Turrialba.

Chiquita Brands International est une entreprise du secteur de l'agroalimentaire et un des plus grands producteurs de bananes au monde. Elle est l'héritière de la United Fruit Company, une entreprise à l'origine de coups d'état dans plusieurs pays d’Amérique Centrale. En dehors des bananes, Chiquita Brands International commercialise aussi des ananas et des salades de fruits toutes prêtes. Elle est active dans plus de 70 pays, dont le Costa Rica et le Guatemala. En 2018, elle a encore des intérêts dans les pays suivants en Amérique latine : Costa Rica, Guatemala, Honduras et Panama. Chiquita a deux sièges sociaux officiels : l'un à Etoy, en Suisse, et l'autre à Fort Lauderdale, aux États-Unis.

## Historique

### United Fruit Company
L'entreprise a été créée le 30 mars 1899 à Boston, dans le Massachusetts aux États-Unis sous le nom de United Fruit Company (UFC). En 1954, l'UFC devient la plus importante entreprise de bananes au monde, avec 33 % du marché mondial contre 22 % pour la Hawaiian Pineapple Company. Elle reprend ainsi une place qu'elle avait auparavant[Quand ?].

### Chiquita
À l'origine nommée United Fruit Company (UFC), l'entreprise change de nom pour la Chiquita Brands International en 1989, reprenant ainsi le nom de la mascotte de l'UFC. Ce changement de nom fait suite à la volonté de donner une nouvelle image à la marque dans le but de rassurer les investisseurs et les consommateurs après la série de scandales liés à la corruption, l'exploitation humaine, le trafic d'influence, et son implication dans plusieurs coups d'État et dictatures en Amérique Latine.
En 1992, Chiquita adopte le concept d'agriculture durable de la Rainforest Alliance, une organisation non gouvernementale internationale vouée à la protection des forêts tropicales, afin d'améliorer la sécurité et les pratiques environnementales dans ses plantations. Chiquita devient alors la première grande entreprise bananière à collaborer avec cette ONG. Ce concept d'agriculture durable comprend le respect des exigences sociales et environnementales du Sustainable Agriculture Network (SAN), des audits annuels par des experts indépendants et la certification Rainforest Alliance pour les exploitations agricoles répondant aux normes requises.
Dès 2000, l'ensemble des plantations Chiquita est certifié par la Rainforest Alliance, garantissant ainsi des conditions de travail et des normes environnementales minimales. Le rapport RSE 2012 de Chiquita stipule également que plus de 200 fermes de fournisseurs sont certifiées par la Rainforest Alliance, représentant, avec celle de Chiquita, un total de plus de 40 000 hectares.
En 2000, Chiquita Brands International adopte un nouveau code de conduite suivant le standard requis par la Social Accountability International (SAI) sur les droits humains et les droits du travail, le SA8000. Depuis 2004, toutes les fermes bananières appartenant à Chiquita sont certifiées SA8000 et sont sujettes à des audits externes annuels. Cette norme oblige ses utilisateurs à adopter des « politiques et procédures protégeant les droits fondamentaux des travailleurs ».
Après une rencontre en 2001 avec les membres de l'UITA, l'Union Internationale des Travailleurs de l'Alimentation, de l'Agriculture, de l'Hôtellerie-restauration, du Tabac et des branches connexes et la COLSIBA, un syndicat de travailleurs bananiers d'Amérique latine, l'entreprise accepte un rehaussement des conditions de travail de ses employés. Elle signe un accord-cadre international « sur la liberté d'association, les normes minimales de travail et l'emploi dans les exploitations bananières latino-américaines ».
Après avoir déclaré faillite en 2001, Chiquita se sort officiellement de cette procédure en 2002, grâce à la restructuration de son capital, appartenant dès lors à plus de 95% à ses créanciers.
Dans les années 90 et au début des années 2000, Chiquita ainsi que d’autres sociétés internationales ont été confrontées à une situation politique instable en Colombie. À cette époque, les groupes paramilitaires avaient coutume de cibler des entreprises pour des extorsions de fonds et de terroriser le peuple colombien avec des enlèvements et des meurtres. Alors que le climat de sécurité dans les campagnes continuait de se dégrader tout au long des années 1990 et au XXIe siècle, il devenait de plus en plus difficile de protéger les employés : la société a donc décidé de verser des paiements de protection afin de mettre sa main-d’œuvre à l’abri.
En 2001, le ministère de la Justice des États-Unis a créé une loi interdisant aux entreprises américaines de verser des paiements à des organisations terroristes étrangères. Dans ces nouvelles circonstances, les paiements de Chiquita violaient désormais une loi américaine et ont créé un dilemme moral et juridique à grande échelle. La société pourrait cesser de verser ces paiements, se conformant ainsi à la loi, mais elle mettrait alors en danger la vie de ses employés. Ou elle pourrait continuer à prioriser la sécurité de ses employés et de leurs familles, mais elle violerait alors la loi.
Chiquita a décidé de coopérer avec le ministère de la Justice américain, avec des divulgations volontaires,,.
En mars 2007, elle est condamnée par la justice américaine au versement d'une amende de 18,8 millions d'euros pour avoir financé à hauteur de 1,7 million de dollars des groupes paramilitaires d'extrême droite colombiens en les utilisant comme tueurs à gage contre les leaders syndicalistes (même pratique que Coca-Cola), en particulier les Autodéfenses unies de Colombie (AUC), inscrits sur la liste des « organisations terroristes étrangères » du ministère des Affaires étrangères des États-Unis. Une bonne partie de ces fonds a transité à travers les milices CONVIVIR, créées par un décret du gouvernement dans les années 1990. Un accord a été négocié avec le gouvernement américain, exemptant de poursuites les dirigeants de l’entreprise. La justice colombienne se déclare surprise que « pour quelques millions de dollars, on puisse s’acheter l’impunité aux États-Unis ».
En mai 2007, l'association Peuples Solidaires met en lumière de graves atteintes aux droits fondamentaux des travailleurs au Costa Rica, dans les plantations de Chiquita, la mise en péril de leur santé par l'utilisation imprudente de pesticide (nématicide). La société est aussi accusée, par la coordination des syndicats bananiers du Costa Rica, d'avoir recours à des services de sécurité privés pour intimider les travailleurs.
La firme s'engage en 2008 contre le gouvernement hondurien du président Manuel Zelaya, qui avait augmenté le salaire minimum. Elle agite ses relais à Washington, à travers Covington & Burling — un puissant cabinet juridique qui conseille des multinationales —, et fait corps avec le Conseil hondurien de l’entreprise privée (Cohep), fort mécontent lui aussi.
Le directeur général de l'entreprise participa à l'émission Undercover Boss.
En mars 2014, Chiquita annonce sa fusion avec Fyffes pour 526 millions de dollars, les actionnaires de Chiquita détenant 50,7 % de la nouvelle entreprise et ceux de Fyffes 49,3 %. L'opération est un échec à la suite des changements fiscaux américains. À la suite de cet échec, Chiquita est acquis pour 682 millions de dollars par Cutrale, une entreprise brésilienne de jus de fruits et par le fonds d'investissement de Safra Group.
En juillet 2025, la branche panaméenne de Chiquita licencie la totalité de ses salariés, soit 7 000 personnes, à la suite d'une grève de plusieurs semaines contre la réforme des retraites du gouvernement.

## Condamnations
Accusé d’avoir versé de l’argent aux AUC pendant six ans, Chiquita plaide coupable en 2007 devant un tribunal fédéral américain, expliquant avoir agi ainsi pour protéger son personnel et ses installations en Colombie. Ce soutien - « prolongé, régulier et substantiel », selon le ministère américain de la Justice - constituait un crime fédéral car le groupe paramilitaire était considéré comme une organisation terroriste par Washington. Chiquita avait alors accepté de payer une amende pénale de 25 millions de dollars.
En juin 2024, le jury d’un tribunal fédéral de Floride condamne l'entreprise à verser 38,3 millions de dollars de dommages et intérêts aux familles de huit personnes tuées par les milices d’Autodéfense unies de Colombie. Les huit plaignants du procès civil accusent le groupe agro-alimentaire d’avoir versé près de deux millions de dollars aux AUC et de les avoir aidés à transporter des armes et de la drogue. Ils affirment notamment que cet argent a été utilisé pour commettre des crimes de guerre (homicides, enlèvements, extorsions, actes de tortures, disparitions forcées). Chiquita a annoncé son intention de faire appel.
D’autres procédures civiles visant Chiquita sont en cours aux Etats-Unis pour les mêmes motifs. Elles rassemblent des centaines de plaignants. Les AUC, milices d’extrême droite, ont semé la terreur et persécuté des milliers d’habitants, en grande majorité des paysans et des militants politiques, sans qu’ils n’aient le moindre lien avec les guérillas qui sévissaient en Colombie.
En juillet 2025, sept anciens cadres de l'entreprise sont condamnés par la justice colombienne a onze ans de prison pour le financement des paramilitaires. Parmi les condamnés figurent trois anciens dirigeants qui ont occupé la direction générale de la société en Colombie entre 1990 et 2004.